# عبدالرشید سعدالله‌اف
عبدالرشید بولاچوویچ سعدالله‌اُف (روسی: Абдулрашид Булачевич Садулаев؛ آواری: ГІабдулрашид Булачил Садулаев؛ زاده ۹ مه ۱۹۹۶) با لقب «تانک روس»؛ کشتی‌گیر اهل روسیه و از آوارهای قفقاز است که در دستهٔ ۹۷ کیلوگرم کشتی آزاد رقابت می‌کند. سعدالله‌اف برترین کشتی‌گیر جهان به شمار می‌رود و دارای بهترین رکورد در میان کشتی‌گیران فعال در جهان است. او دارنده مدال طلای دو دوره بازی‌های المپیک در ۲۰۱۶ و ۲۰۲۰ در دو دسته ۸۶ و ۹۷ کیلوگرم، و نیز قهرمان شش دورهٔ مسابقات قهرمانی کشتی جهان از ۲۰۱۴ تا ۲۰۲۴ است. در سطح اروپا نیز سعدالله‌اف مدال طلای دو دوره پیاپی بازی‌های اروپایی ۲۰۱۵ و ۲۰۱۹ را کسب کرده و قهرمان چهار دوره قهرمانی کشتی اروپا است.
سعدالله‌اف پس از قهرمانی مسابقات مختلف در رده نوجوانان در دسته ۸۶ کیلوگرم به عضویت تیم ملی بزرگسالان روسیه درآمد. او با ۱۸ سال سن در مسابقات جهانی ۲۰۱۴ در تاشکند به قهرمانی رسید و پس از تکرار قهرمانی در سال ۲۰۱۵، در سن ۲۰ سالگی هم طلای المپیک ۲۰۱۶ ریو را کسب کرد. او از نوامبر ۲۰۱۳ تا اوت ۲۰۱۷، به مدت ۴ سال پیاپی در هیچ‌کدام از رقابت‌هایی که شرکت کرده بود، شکست نخورد. صعود سعدالله‌اف به دستهٔ ۹۷ کیلوگرم باعث شد تا رقابت او با کایل اسنایدر آمریکایی به عنوان یکی از مهم‌ترین هماوردی‌ها در ورزش کشتی رقم بخورد.
سعدالله‌اف در سال‌های ۲۰۱۵ و ۲۰۱۸ به عنوان بهترین ورزشکار سال روسیه انتخاب شد و همچنین در رده‌بندی رسانه اف‌ال‌او در سال‌های ۲۰۱۵ و ۲۰۱۶، دو بار پیاپی به عنوان نفر نخست رده‌بندی بهترین کشتی‌گیران آزادکار مرد سال جهان در تمام اوزان برگزیده شده است.

## زندگی شخصی
عبدالرشید سعدالله‌اف در سال ۱۹۹۶ در روستای تسوریب، منطقهٔ چارادا، داغستان، روسیه زاده شد. وی از قوم آوار و مسلمان اهل سنت است. سه خواهر و برادر دارد و جوان‌ترین فرزند خانواده است. وی تا ۱۳ سالگی کشتی را به‌طور حرفه‌ای شروع نکرد اما پس از ورود به دنیای کشتی به سرعت توانست برندهٔ یک عنوان منطقه‌ای و ۳۰۰ پوند (۴۶۹ دلار) بشود. وی پس از پایان کلاس یازدهم، تمرینات ورزشی خود را در باشگاه کشتی گامید گامیدوف در مخاچ‌قلعه، مدرسهٔ ورزشی ذخیرهٔ المپیک داغستان آغاز کرد. در سال ۲۰۱۲ هنگامی که ۱۶ سال داشت، مسابقات قهرمانی کشتی آزاد نوجوانان جهان قهرمان شد و سال بعد دوباره این عنوان را به دست آورد.
در ژوئن ۲۰۱۵ سعدالله‌اف در پروژهٔ تلویزیونی «پایهٔ طلایی» (پخش شده از شبکهٔ ۲ روسیه) به عنوان بهترین ورزشکار روسیه انتخاب شد. وی در رقابت با عالیه مصطفینا ژیمناستیک‌کار این عنوان را به دست آورد. سعدالله‌اف ۵۵٫۶٪ آرا را به دست آورد و رقیب وی نیز ۴۴٫۴٪ آرا را کسب کرد.
سعدالله‌اف در فوریه سال ۲۰۱۷ با زیره شاپیوا، دانشجوی سال دوم روانشناسی دانشکدهٔ داغستان ازدواج کرد. در اکتبر ۲۰۱۸ فرزند دخترشان به نام آمینه به دنیا آمد.
در پایان سال ۲۰۱۸ جایزهٔ «گوزن نقره‌ای» برای انتخاب به عنوان بهترین ورزشکار سال توسط فدراسیون روزنامه‌نگاران ورزشی روسیه به عبدالرشید اهدا شد.

## حرفه کشتی

### ۲۰۱۴: قهرمان جهان، قهرمان اروپا
نخستین حضور سعدالله‌اف در یک رویداد ردهٔ بزرگسالان، رقابت‌های یادبود علی علی‌اف در سال ۲۰۱۲ و در سن ۱۶ سالگی بود. وی در نیمه‌نهایی برابر شامیل کودیاماگومدوف شکست خورد، اما در پایان برندهٔ نشان برنز رقابت‌ها شد. او توانست در نخستین حضورش در رقابت‌های قهرمانی اروپا در سال ۲۰۱۴ نشان طلای وزن ۸۶ کیلوگرم را تصاحب کند. در رقابت‌های قهرمانی کشور روسیه ۲۰۱۴ سعدالله‌اف، کودیاماگومدوف را شکست داد و نخستین عنوان کشوری خود را به دست آورد. پس از رقابت‌های ملی روسیه، وی در رقابت‌های قهرمانی جهان ۲۰۱۴ در تاشکند، ازبکستان در وزن ۸۶ کیلوگرم شرکت کرد و در دیدار پایانی با نتیجهٔ ۱۱–۰ رینیریس سالاس از کوبا را شکست داد و برای نخستین بار قهرمان جهان شد.

### ۲۰۱۵: قهرمان جهان، نشان طلای بازی‌های اروپایی
در ۸ مه ۲۰۱۵، سعدالله‌اف بار دیگر در رقابت‌های قهرمانی روسیه قهرمان شد و در رقابت‌های بازی‌های اروپایی در باکو، جمهوری آذربایجان و قهرمانی جهان در لاس وگاس، نوادا، ایالات متحده شرکت کرد. در بازی‌های اروپایی او در چهار رقابت، ۴۲ امتیاز به دست آورد و ۱ امتیاز از دست داد و با امتیاز عالی همهٔ حریفانش را شکست داد و نشان طلا را به دست آورد.
در ۱۱ سپتامبر ۲۰۱۵ وی در رقابت‌های قهرمانی جهان با برد مقابل سلیم یاشار از ترکیه در دیدار پایانی، به عنوان نخست وزن ۸۶ کیلوگرم دست یافت. نتیجهٔ کلی امتیازات او در مسابقات قهرمانی جهان ۴۷–۲ (۶–۰) بود. پس از کسب این قهرمانی، یک دستگاه مرسدس-بنز کلاس-جی مدل جی-۶۳ و تویوتا لندکروزر ۲۰۰ توسط شرکت بزرگ داغستانی برادران حاجیف و زین‌الدین ماگومدوف، میلیاردر روسی به وی اهدا شد.
در ۷ نوامبر سعدالله‌اف در مسابقات جام ملت‌های اروپا (جام الروسا) به مبارزه پرداخت. او در این رقابت‌ها توانست با امتیاز عالی (۱۱–۰)، الیزبار اودیکادزه کشتی‌گیر مطرح گرجستانی را ضربهٔ فنی کند.

### ۲۰۱۶: قهرمان المپیک
درحالی که انتظار می‌رفت وی در ۲۹ ژانویه در رقابت‌های جایزه بزرگ طلایی ایوان یاریگین ۲۰۱۶ شرکت کند، اما وی در روزهای پایانی ژانویه با توجه به مصدومیت جزئی از ناحیهٔ شانه، از حضور در این رویداد انصراف داد.

در ۳ آوریل، سعدالله‌اف با حضور در مسابقات قهرمانی زیر ۲۳ سال اروپا در روسه، بلغارستان به رقابت‌های کشتی بازگشت. او سپس در ۱۸ ژوئن در بیست و پنجمین دورهٔ مسابقات یادوارهٔ وینچسلاس زیلکوفسکی شرکت کرد. در قهرمانی زیر ۲۳ سال اروپا، وی در یک‌هشتم نهایی استفان ریچموت سوئیسی، در یک‌چهارم پایانی گرگلی گیریتس مجارستانی، در نیمه‌نهایی الکساندر هوشتین از بلاروس و در دیدار پایانی ایراکلی متسیتوری گرجستانی را شکست داد و قهرمان شد؛ وی با برتری فنی و امتیاز عالی تمام این پیروزی‌ها را کسب کرد. در ۱۸ ژوئن، سعدالله‌اف با برتری مقابل الکسی موشتین، و هم تیمی وی عمرحاجی ماگومدوف، از بلاروس، ایستوان ورب از مجارستان، سباستین جزیرزانسکی و زبیگنیف بارانوفسکی هر دو از لهستان با امتیاز عالی، قهرمان جام یادوارهٔ زیلکوفسکی شد.

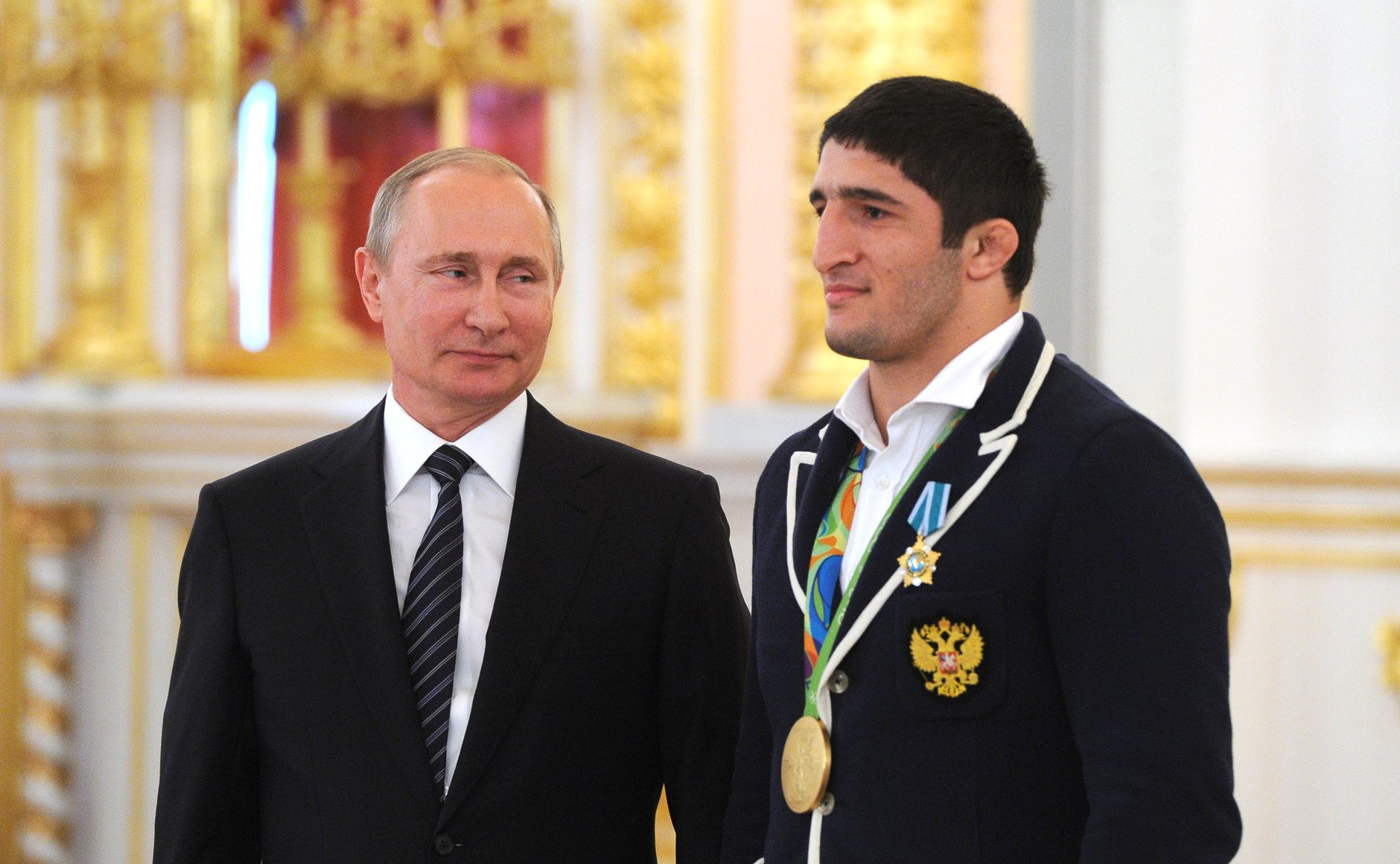
عبدالرشید سعدالله‌اف پس از قهرمانی در بازی‌های المپیک ۲۰۱۶ از ولادیمیر پوتین -رئیس جمهور فدراسیون روسیه- نشان افتخار درجه ۱ این کشور را دریافت کرد.

سعدالله‌اف بدون شرکت در آزمون‌های انتخابی برای انتخاب تیم المپیک روسیه، در بازی‌های المپیک تابستانی ۲۰۱۶ شرکت کرد. این خبر توسط جامبولات تدیف سرمربی تیم ملی کشتی آزاد روسیه اعلام شد. سعدالله‌اف ایستوان ورب را با امتیاز عالی (۱۰–۰) از پیش رو برداشت، سپس پترو سبالوس از ونزوئلا را شکست داد. وی در دیدار سوم، شریف شریفف، همشهری خود از جمهوری آذربایجان را با حساب ۸ بر ۱ برد و در رقابت نهایی برای کسب نشان طلا موفق شد سلیم یاشار از ترکیه را با نتیجهٔ پنج بر صفر مغلوب کند و قهرمان المپیک در وزن ۸۶ کیلوگرم شود.
پس از بازگشت سعدالله‌اف به روسیه، با استقبال پرشوری از وی در مسکو استقبال شد. همچنین با توجه به سنت استقبال از مدال‌آوران روس در کرملین، در مراسمی تشریفاتی که با ریاست رئیس‌جمهور ولادیمیر پوتین برگزار شد، از ورزشکاران المپیک این کشور پذیرایی شد. قهرمانان هرکدام یک دستگاه بی‌ام‌و کراس اوور لوکس دریافت کردند، به مدال‌آوران طلا یک دستگاه ب‌ام‌و ایکس۶ جایزه داده شد. همچنین از سعدالله‌اف به عنوان یک قهرمان ملی در زادگاهش داغستان پذیرایی به عمل آمد. گذشته از دریافت پاداش مالی برای دستاوردهای المپیک، رمضان عبداللطیف‌اف، رئیس منطقهٔ داغستان، یک اسب آخال‌تکه (بومی ترکمنستان) که برای داشتن سرعت، استقامت و شعور مشهور است و در داغستان از اهمیت بالایی برخوردار می‌باشد را تقدیم عبدالرشید سعدالله‌اف نمود.

### ۲۰۱۷: تغییر وزن، نایب قهرمان جهان، قهرمان اروپا
سعدالله‌اف در قهرمانی روسیه به میدان رفت و در دیدار پایانی ولادیسلاو باتکایف، نایب قهرمان اروپا در سال ۲۰۱۱ را ۸–۷ شکست داد. سعدالله‌اف با قهرمانی در این مسابقات، به عنوان قهرمان جدید ملی در دستهٔ ۹۷ کیلوگرم معرفی شد. وی پیش از دیدار پایانی، یوری بلونوفسکی، عمر کودلیف، استانیسلاو حاجیف و تامرلان راسوئف را به راحتی و با امتیاز عالی شکست داده بود. به همین سبب، یونس-بک یوکوروف، رئیس‌جمهور اینگوشتیا، یک اتوموبیل تویوتا لندکروز ۲۰۰ به عبدالرشید سعدالله‌اف هدیه داد.
در مسابقات قهرمانی جهان، سعدالله‌اف در دستهٔ وزن ۹۷ کیلوگرم شرکت کرد. در مسیر دفاع از عنوان قهرمانی، وی رینیریس سالاس، متئوسز فیلیچک، الیزبار اودیکادزه و گئورگی کتویف را از پیش رو برداشت و در فینال با کایل اسنایدر مبارزه کرد و در یک رقابت نزدیک با نتیجهٔ ۶–۵ باخت. این نخستین باخت وی از سال ۲۰۱۳ بود.

### ۲۰۱۸: قهرمان جهان، تکرار رقابت برابر کایل اسنایدر
سعدالله‌اف در دستهٔ ۹۲ کیلوگرم جایزه بزرگ ایوان یاریگین حضور پیدا کرد. در دیدار پایانی، هموطنش آنزور یوریشف که در المپیک ۲۰۱۲ رقابت کرده بود را شکست داد. وی در مسابقات قهرمانی اروپا شرکت کرد و توانست برای دومین بار نشان طلای این رقابت‌ها را بر گردن بیاویزد. وی در مسابقهٔ پایانی شریف شریفف از آذربایجان را ۲–۱ شکست داد.
در ۳ اوت ۲۰۱۸، سعدالله‌اف برای چهارمین بار قهرمان مسابقات قهرمانی کشور روسیه شد. در رقابت برای کسب نشان زرین، وی موفق شد ولادیسلاو بایتکایف را با نتیجهٔ امتیازی ۸–۱ شکست دهد.
سعدالله‌اف به عنوان نمایندهٔ روسیه در رقابت‌های قهرمانی جهان در بوداپست، مجارستان هموطنان خود ماگومد حاجی‌نوروف، مامد ابراگیموف و ماگومد ابراگیموف که به ترتیب به عنوان نمایندگان مقدونیه، قزاقستان و ازبکستان حضور داشتند را با امتیاز فنی عالی شکست داد و به نیمه‌نهایی رسید. وی در نیمه‌نهایی هم موفق شد الیزبار اودیکادزه از گرجستان را با امتیاز عالی از پیش رو بردارد و گام به دیدار نهایی بگذارد. در رقابت فینال، وی رو در روی کایل اسنایدر آمریکایی قرار گرفت و موفق شد در همان دقیقهٔ نخست، حریف را روی پل ببرد و به سرعت او را ضربهٔ فنی کند.

### ۲۰۱۹: مدال طلای بازی‌های اروپایی، چهارمین قهرمانی جهان
سعدالله‌اف در قهرمانی کشتی اروپا ۲۰۱۹ بخارست رومانی، شرکت کرد. او در دور اول نورمحمد حاجیف آذری را ۳ بر صفر مغلوب کرد و در مراحل یک‌چهارم و نیمه‌نهایی نیز او گنادی کودینوویچ آلمانی و نورمحمد حاجی‌نوروف از مقدونیه شمالی را به ترتیب با نتایج ۱۲–۲ و ۱۲–۰ ضربهٔ فنی امتیازی کرد. سعدالله‌اف در فینال برابر الکساندر هوشتین از بلاروس قرار گرفت که برخلاف انتظار در یک دیدار نزدیک با امتیاز ۳–۱ پیروز شد و سومین طلایش را از رقابت‌های قهرمانی اروپا کسب کرد.
۲۶ ژوئن ۲۰۱۹، سعدالله‌اف در بازی‌های اروپایی ۲۰۱۹ که در مینسک بلاروس برگزار می‌شد، نیز شرکت کرد و مدال طلا را کسب کرد. او این رویداد را بدون از دست دادن امتیاز به پایان رساند. او در ابتدا در مرحلهٔ گروهی حریف مجارستانی خود را با امتیاز ۱۱–۰ ضربهٔ فنی کرد، در مراحل یک‌چهارم و نیمه‌نهایی هم ماگومدحاجی نوروف از مقدونیه شمالی و الکساندر هوشتین از بلاروس را هم که سال گذشته در فینال قهرمانی اروپا با او رقابت کرده بود، با نتیجه ۶–۰ شکست داد. او در دیدار پایانی نورمحمد حاجیف آذربایجانی بود که به سبب مصدومیت از حضور در میدان رقابت انصراف داد تا سعدالله‌اف دومین قهرمانی خود را هم در بازی‌های اروپایی به‌دست‌آورد.
پس از شرکت در مسابقات انتخابی برای گزینش اعضای تیم جهانی روسیه و موفقیت در این پیکارها، وی موفقیت خود در رقابت‌های قهرمانی جهان سال پیش را این‌بار در نورسلطان، قزاقستان تکرار کرد و برای چهارمین بار نشان طلای رقابت‌ها را به دست آورد. وی در دیدار نهایی شریف شریفف آذربایجانی را با امتیاز فنی (۴–۰) مغلوب کرد. بسیاری از علاقه‌مندان منتظر تکرار مسابقهٔ سعدالله‌اف و کایل اسنایدر آمریکایی بودند که با باخت این کشتی‌گیر آمریکایی مقابل شریفف در نیمه‌نهایی، این دیدار برگزار نشد.
در ۱ دسامبر ۲۰۱۹، سعدالله‌اف به دلیل به تن کردن پیراهنی در مسابقات قهرمانی جهان ۲۰۱۹ که روی آن یک تصویر سیاسی نقش بسته بود، با محرومیتی ۴ ماهه از سوی اتحادیه جهانی کشتی مواجه شد.

### ۲۰۲۰: قهرمان اروپا و جام جهانی
سعدالله‌اف در مسابقات قهرمانی اروپا ۲۰۲۰ که در رم، ایتالیا برگزار گردید شرکت کرد و اولین دیدار را برابر ماگومدحاجی نوروف کشتی‌گیر روسی‌الاصل مقدونیه شمالی با نتیجهٔ ۸–۲ پیروز شد. او همچنین بر ابراهیم بولکباشی ترک و نورمحمد حاجیف آذری به ترتیب با نتایج ۹–۴ و ۱۰–۴ غلبه کرد تا سومین بار پیاپی به فینال مسابقات قهرمانی اروپا راه پیدا کند. او در دیدار نهایی با آلبرت ساریتوف کشتی‌گیر روس‌تبار با تجربه از رومانی قرار گرفت که او را هم با نتیجهٔ ۶–۰ مغلوب کرد.
در ۱۸ اکتبر سعدالله‌اف در مسابقات قهرمانی کشور روسیه در دستهٔ وزنی ۹۷ کیلوگرم شرکت کرد و با شکست دادن تمامی رقبای خود برای پنجمین بار به نشان طلای این رقابت‌ها دست یافت. وی در رقابت نهایی توانست اصلان‌بک سوتیف را با نتیجهٔ ۸ بر ۲ شکست بدهد. مجموع امتیازات به دست آمدهٔ سعدالله‌اف در چهار دیداری که در این مسابقات داشت ۴۳–۴ بود.
در جام جهانی انفرادی ۲۰۲۰ که در بلگراد، صربستان برگزار می‌شد سعدالله‌اف در ترکیب تیم ملی روسیه در وزن ۹۷ کیلوگرم حضور پیدا کرد. او در اولین مسابقه خود سلیمان کارادنیز از ترکیه که قهرمان وزن ۹۲ کیلوگرم اروپا در ۲۰۲۰ بود را با نتیجه ۸–۰ شکست داد و در مسابقه بعدی هم رادوسلاو باران از لهستان را با امتیاز عالی ۱۲–۲ پشت سر گذاشت. در نیمه‌نهایی مسابقات برابر والری آندریتسوف نائب قهرمان المپیک ۲۰۱۲ لندن قرار گرفت که سعدالله‌اف با وجود از دست دادن یک امتیاز اول مسابقه، این کشتی‌گیر اوکراینی را در ادامه ۵ بار خاک کرد تا با امتیاز عالی ۱۱–۱ پیروز شود و با کسب ۳۲ امتیاز از حریفان خود، قاطعانه به فینال راه یابد. الکساندر هوشتین از بلاروس به دلیل مصدومیت نتوانست در فینال حضور یابد تا سعدالله‌اف مدال طلای دستهٔ ۹۷ کیلوگرم را به‌دست بیاورد.

### ۲۰۲۱: دومین طلای المپیک، پنجمین طلای قهرمانی جهان

#### المپیک ۲۰۲۰ توکیو
عبدالرشید سعدالله‌اف در سال ۲۰۲۱ با مصدومیت از ناحیه پا روبرو شد و تا پیش از بازی‌های المپیک تابستانی ۲۰۲۰ توکیو کمتر در مسابقات بین‌المللی حضور داشت. جامبولات تدیف مربی تیم ملی کشتی روسیه برای تحریک روحیه به او گفته بود که در صورت قهرمانی المپیک پرچم کاروان المپیک روسیه را در مراسم اختتامیه حمل می‌کند.
سعدالله‌اف در مسابقات کشتی در بازی‌های المپیک ۲۰۲۰ که در اوت ۲۰۲۱ برگزار می‌شد همانند المپیک قبل عملکردی عالی داشت و با وجود قرعه سخت بدون از دست‌دادن حتی یک امتیاز به فینال مسابقات راه پیدا کرد. او در رقابت نخست برابر شریف شریف‌اف قهرمان مطرح روسی‌تبار جمهوری آذربایجان قرار گرفت که با نتیجه ۸–۰ برای چهارمین بار از این کشتی‌گیر پیروز شد. سعدالله‌اف دیدار بعدی در مقابل الیزبار اودیکادزه گرجستانی را با مجموع امتیاز عالی ۱۰–۰ خاتمه داد و به نیمه‌نهایی راه پیدا کرد. او سپس رینیرسس سالاس کوبایی هم که از آمادگی بالایی برخوردار بود را ۴–۰ شکست داد تا مطابق انتظار در فینال با کایل اسنایدر آمریکایی رقابت کند.
او در فینال برابر اسنایدر مسابقه را با حملات خود قدرتمند شروع کرد و پس از کسب امتیازات متوالی وقت اول را با نتیجه ۶ بر ۰ به سود خود گذراند اما در وقت دوم اسنایدر قدرتمندتر ظاهر شد و با حملات سریع خود سعدالله‌اف را در لحظات پایانی عصبی و خسته کرد و توانست سه امتیاز را جبران کند اما در پایان سعدالله‌اف با نتیجه ۶–۳ پیروز شد تا دومین طلای خود را هم در بازی‌های المپیک کسب کند.
او در پرچمدار کاروان المپیک روسیه در مراسم اختتامیه المپیک بود. معاون دومای دولتی فدراسیون روسیه به سبب کسب دومین طلای المپیک مبلغ ۱ میلیون دلار به عبدالرشید سعدالله‌اف پاداش اهدا کرد.

#### قهرمانی جهان ۲۰۲۱

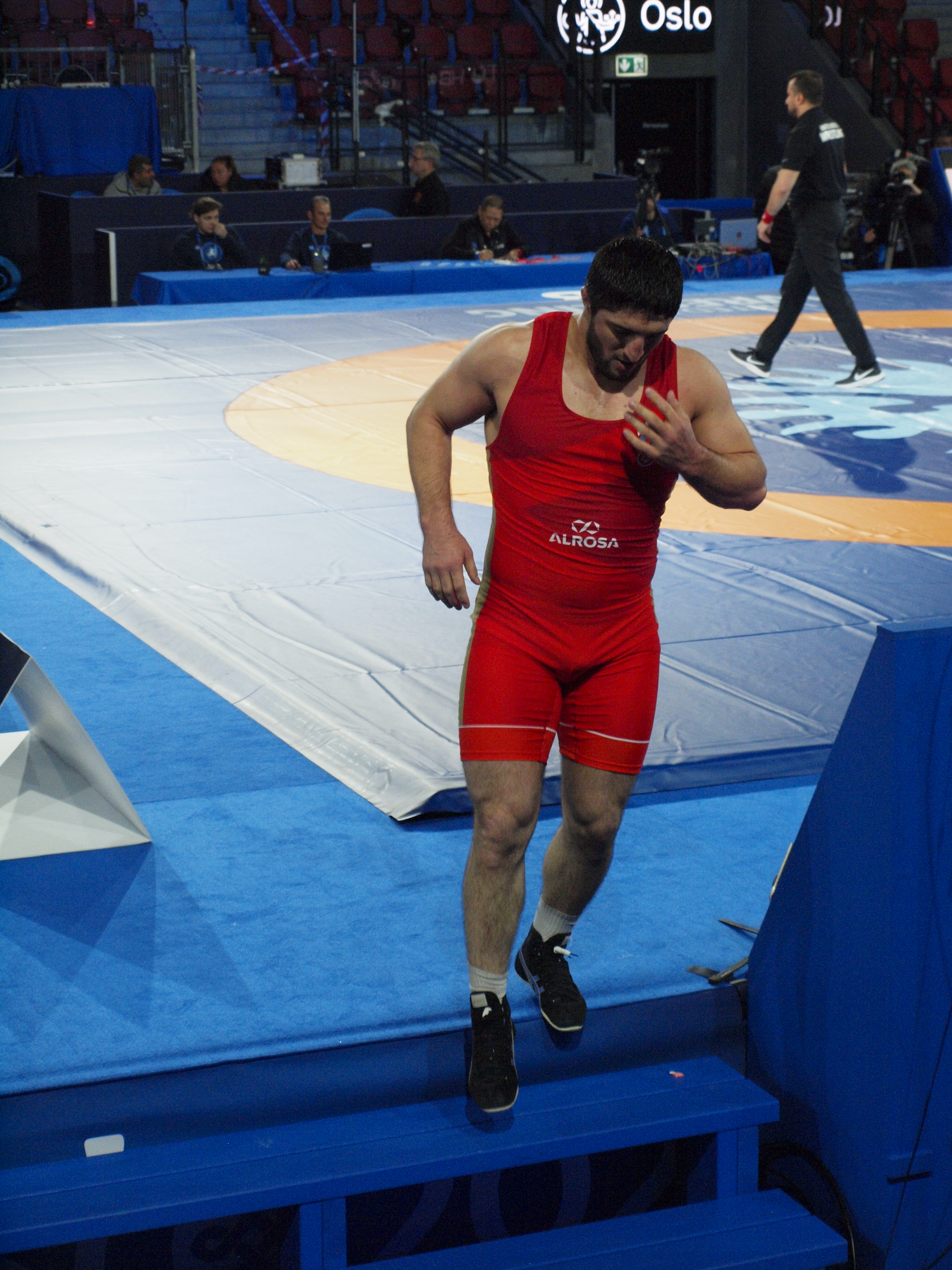
در مسابقات قهرمانی کشتی جهان ۲۰۲۱، اسلو

سعدالله‌اف در وزن ۹۷ کیلوگرم کشتی آزاد قهرمانی کشتی جهان ۲۰۲۱ اسلو که از ۲ تا ۱۰ اکتبر برگزار می‌شد شرکت کرد، او اولین دیدار برابر تاکاشی ایشیگورو از ژاپن را در ۱ دقیقه و ۴۵ ثانیه با امتیاز عالی ۱۰ بر صفر به اتمام رساند. در مسابقه بعدی سعدالله‌اف در برابر الکساندر هوشتین از بلاروس قرار گرفت که در جام جهانی ۲۰۲۰ به دلیل مصدومیت حریف بلاروسی موفق به رقابت با او نشده بود. سعدالله‌اف در این دیدار ابتدا با دو خاک کردن و یک بارانداز ۶–۰ پیش افتاد و هوشتین نیز موفق شد ۴ امتیاز را جبران کند اما در وقت دوم سعدالله‌اف مسابقه را ۹–۴ پیروز شد. او در نیمه‌نهایی نیز محمد زاکاریف از اوکراین را قبل از وقت قانونی ۱۱–۰ شکست داد تا به رکورد ششمین فینال متوالی در مسابقات قهرمانی کشتی جهان برسد.
او درحالی‌که تنها دو ماه قبل فینال المپیک را با کایل اسنایدر آمریکایی برگزار کرده بود در این مسابقات نیز چهارمین رویارویی خود را با اسنایدر در مسابقات جهان و المپیک تجربه کرد. سعدالله‌اف در دیدار نهایی برتری مطلق خود را در وقت اول با نتیجه ۵–۰ نشان داد و در وقت دوم نیز با کنترل حریف آمریکایی خود و فعالیت بیشتر، یک اخطار کم‌کاری را هم به او تحمیل کرد تا با نتیجه ۶–۰ پیروز شود.

#### قهرمانی جهان ۲۰۲۳
سعدالله‌اف در مسابقات قهرمانی جهان بلگراد صربستان پس از برد لحظه آخر با نتیجه ۴_۴ به لطف امتیاز آخر مقابل مجتبی گلیج در مرحله نیمه نهایی با نتیجه ۹_۲ به احمد تاج‌‌دین‌اف قهرمان آسیا از بحرین باخت و از دور مسابقات کنار رفت.

### قهرمانی کشتی جهان ۲۰۲۴
سعدالله‌اف در وزن ۹۲ کیلوگرم کشتی آزاد قهرمانی کشتی جهان ۲۰۲۴ تیرانا شرکت کرد، او در این مسابقات دیوید تیلور از آمریکا، ابوبکر آباکاروف از جمهوری آذربایجان، کامران قاسم‌پور از ایران را شکست داد و به فینال رسید. وی در فینال میریانی مایسورادزه از گرجستان را با نتیجه‌ ۶ بر ۰ شکست داد و مدال طلای این دوره از مسابقات را به‌دست آورد.

## مدال‌های قهرمانی
| - المپیک تابستانی – ۹۷ ک‌گ - قهرمانی جهان - ۹۷ ک‌گ - یادوارهٔ علی علیف – ۹۷ ک‌گ - جام جهانی انفرادی – ۹۷ ک‌گ - قهرمانی اروپا – ۹۷ ک‌گ - قهرمانی کشتی آزاد روسیه – ۹۷ ک‌گ - قهرمانی جهان – ۹۷ ک‌گ - بازی‌های اروپایی – ۹۷ ک‌گ - قهرمانی اروپا – ۹۷ ک‌گ - قهرمانی جهان – ۹۷ ک‌گ - قهرمانی کشتی آزاد روسیه – ۹۷ ک‌گ - جایزه بزرگ طلایی ایوان یاریگین – ۹۲ ک‌گ - رقابت‌های بین‌المللی دان کولوف و نیکولا پتروف – ۹۲ ک‌گ - قهرمانی جهان – ۹۷ ک‌گ - قهرمانی کشتی آزاد روسیه – ۹۷ ک‌گ - قهرمان تیمی جام باشگاه‌های جهان – ۹۷ ک‌گ | - المپیک تابستانی – ۸۶ ک‌گ - قهرمانی زیر ۲۳ سال اروپا – ۸۶ ک‌گ - یادوارهٔ وینچسلاس زیلکوفسکی – ۸۶ ک‌گ - قهرمانی جهان – ۸۶ ک‌گ - بازی‌های اروپایی – ۸۶ ک‌گ - رقابت‌های بین‌المللی الکساندر مدوید – ۸۶ ک‌گ - قهرمانی کشتی آزاد روسیه – ۸۶ ک‌گ - جام ملت‌های اروپا (جام Lights-Alrosa مسکو) – ۹۷ ک‌گ - قهرمانی جهان – ۸۶ ک‌گ - قهرمانی اروپا – ۸۶ ک‌گ - جایزه بزرگ طلایی ایوان یاریگین – ۸۶ ک‌گ - جایزه بزرگ طلایی یاشار دوغو – ۸۶ ک‌گ - قهرمانی کشتی آزاد روسیه – ۸۶ ک‌گ - یادوارهٔ وینچسلاس زیلکوفسکی – ۸۶ ک‌گ - قهرمانی نوجوانان جهان – ۸۶ ک‌گ - یادوارهٔ حیدر علیف – ۸۶ ک‌گ - قهرمانی نوجوانان جهان – ۸۶ ک‌گ - یادوارهٔ علی علیف – ۸۶ ک‌گ |

## جوایز و دستاوردها
- مدال افتخار روسیه (۱۱ سپتامبر ۲۰۲۱)
- جایزه قهرمان داغستان (۱۸ نوامبر ۲۰۱۸)
- استاد ورزش در کلاس بین‌المللی (۲۵ مارس ۲۰۱۹)
- نشان دوستی فدراسیون روسیه (۲۵ اوت ۲۰۱۶)[۴۸]
- نشان شایستگی برای جمهوری داغستان (۲۶ اوت ۲۰۱۶)
- نشان افتخار الفخر (۲۶ اوت ۲۰۱۶)
- استاد شایسته ورزش (۱۱ آوریل ۲۰۱۶)
- بهترین ورزشکار سال ۲۰۱۵ روسیه در نظرسنجی تلویزیونی
- جایزه گوزن نقره‌ای بهترین ورزشکار سال ۲۰۱۸ روسیه
- نفر اول رده‌بندی کشتی‌گیران آزادکار مرد سال جهان در وزن ۸۶ کیلوگرم به انتخاب اتحادیه جهانی کشتی (۲۰۱۵، ۲۰۱۶)[۴۹][۵۰]
- نفر اول رده‌بندی کشتی‌گیران آزادکار مرد سال جهان در وزن ۹۷ کیلوگرم به انتخاب اتحادیه جهانی کشتی (۲۰۱۸، ۲۰۱۹، ۲۰۲۰، ۲۰۲۱)[۵۱]
- نفر اول رده‌بندی کشتی‌گیران آزادکار مرد سال جهان در تمامی اوزان انتخاب رسانه اف‌ال‌او (۲۰۱۵، ۲۰۱۶)[۵۲][۵۳]

## رکورد حرفه‌ای
| نتیجه                             | رکورد                 | رقیب                  | امتیاز                       | تاریخ                 | رویداد                                | مکان                     |
| مدال طلا در وزن ۹۷ ک‌گ             | مدال طلا در وزن ۹۷ ک‌گ | مدال طلا در وزن ۹۷ ک‌گ | مدال طلا در وزن ۹۷ ک‌گ        | مدال طلا در وزن ۹۷ ک‌گ | مدال طلا در وزن ۹۷ ک‌گ                 | مدال طلا در وزن ۹۷ ک‌گ    |
| --------------------------------- | --------------------- | --------------------- | ---------------------------- | --------------------- | ------------------------------------- | ------------------------ |
| برد                               | ۱۴۳–۲                 | کایل اسنایدر          | ۶–۰                          | ۵ اکتبر ۲۰۲۱          | قهرمانی جهان ۲۰۲۱                     | اسلو                     |
| برد                               | ۱۴۲–۲                 | محمد زاکاریف          | ضربه فنی با امتیاز؛ ۱۱–۰۵:۴۵ | ۴ اکتبر ۲۰۲۱          | قهرمانی جهان ۲۰۲۱                     | اسلو                     |
| برد                               | ۱۴۱–۲                 | الکساندر هوشتین       | ۹–۴                          | ۴ اکتبر ۲۰۲۱          | قهرمانی جهان ۲۰۲۱                     | اسلو                     |
| برد                               | ۱۴۰–۲                 | تاکاشی ایشی‌گورو       | ضربه فنی با امتیاز؛ ۱۰–۰۱:۴۵ | ۴ اکتبر ۲۰۲۱          | قهرمانی جهان ۲۰۲۱                     | اسلو                     |
| مدال طلا در وزن ۹۷ ک‌گ             |                       |                       |                              |                       |                                       |                          |
| برد                               | ۱۳۹–۲                 | کایل اسنایدر          | ۶–۳                          | ۷ اوت ۲۰۲۱            | بازی‌های المپیک تابستانی ۲۰۲۰          | توکیو                    |
| برد                               | ۱۳۸–۲                 | رینیریس سالاس         | ۴–۰                          | ۶ اوت ۲۰۲۱            | بازی‌های المپیک تابستانی ۲۰۲۰          | توکیو                    |
| برد                               | ۱۳۷–۲                 | الیزبار اودیکادزه     | ضربه فنی با امتیاز؛ ۱۰–۰     | ۶ اوت ۲۰۲۱            | بازی‌های المپیک تابستانی ۲۰۲۰          | توکیو                    |
| برد                               | ۱۳۶–۲                 | شریف شریفف            | ۵–۰                          | ۶ اوت ۲۰۲۱            | بازی‌های المپیک تابستانی ۲۰۲۰          | توکیو                    |
| مدال طلای وزن ۹۷ ک‌گ               |                       |                       |                              |                       |                                       |                          |
| برد                               | ۱۳۵–۲                 | ولادیسلاو بایتسایف    | ۵–۱                          | ۲۵ ژوئن ۲۰۲۱          | یادوارهٔ علی علیف                      | کاسپییسک                 |
| برد                               | ۱۳۴–۲                 | ماگومدخان ماگومدوف    | ۹–۶                          | ۲۵ ژوئن ۲۰۲۱          | یادوارهٔ علی علیف                      | کاسپییسک                 |
| برد                               | ۱۳۳–۲                 | مجتبی گلیج            | ۴–۰                          | ۲۵ ژوئن ۲۰۲۱          | یادوارهٔ علی علیف                      | کاسپییسک                 |
| برد                               | ۱۳۲–۲                 | داوید کابیسوف         | ضربه فنی با امتیاز؛ ۱۲–۲     | ۲۵ ژوئن ۲۰۲۱          | یادوارهٔ علی علیف                      | کاسپییسک                 |
| مدال طلا در وزن ۹۷ ک‌گ             |                       |                       |                              |                       |                                       |                          |
| برد                               | ۱۳۱–۲                 | الکساندر هوشتین       | عدم حضور                     | ۱۸ دسامبر ۲۰۲۰        | جام جهانی انفرادی ۲۰۲۰                | بلگراد                   |
| برد                               | ۱۳۰–۲                 | والری آندریتسوف       | ضربه فنی با امتیاز؛ ۱۲–۱     | ۱۷ دسامبر ۲۰۲۰        | جام جهانی انفرادی ۲۰۲۰                | بلگراد                   |
| برد                               | ۱۲۹–۲                 | رادوسلاو باران        | ضربه فنی با امتیاز؛ ۱۲–۲     | ۱۷ دسامبر ۲۰۲۰        | جام جهانی انفرادی ۲۰۲۰                | بلگراد                   |
| برد                               | ۱۲۸–۲                 | سلیمان کارادنیز       | ۸–۰                          | ۱۷ دسامبر ۲۰۲۰        | جام جهانی انفرادی ۲۰۲۰                | بلگراد                   |
| مدال طلا در وزن ۹۷ ک‌گ             |                       |                       |                              |                       |                                       |                          |
| برد                               | ۱۲۷–۲                 | اصلان‌بک سوتیف         | ۸–۲                          | ۱۸ اکتبر ۲۰۲۰         | قهرمانی کشتی روسیه ۲۰۲۰               | نارو-فومینسک             |
| برد                               | ۱۲۶–۲                 | رسول ماگومدوف         | ضربه فنی با امتیاز؛ ۱۰–۰     | ۱۸ اکتبر ۲۰۲۰         | قهرمانی کشتی روسیه ۲۰۲۰               | نارو-فومینسک             |
| برد                               | ۱۲۵–۲                 | دیوید جوگایف          | ضربهٔ فنی با امتیاز؛ ۱۰–۰     | ۱۸ اکتبر ۲۰۲۰         | قهرمانی کشتی روسیه ۲۰۲۰               | نارو-فومینسک             |
| برد                               | ۱۲۴–۲                 | اریک جیویف            | ضربهٔ فنی با امتیاز؛ ۱۵–۲     | ۱۸ اکتبر ۲۰۲۰         | قهرمانی کشتی روسیه ۲۰۲۰               | نارو-فومینسک             |
| مدال طلا در وزن ۹۷ ک‌گ             |                       |                       |                              |                       |                                       |                          |
| برد                               | ۱۲۳–۲                 | آلبرت ساریتوف         | ۶–۰                          | ۱۵ فوریه ۲۰۲۰         | قهرمانی اروپا ۲۰۲۰                    | رم                       |
| برد                               | ۱۲۲–۲                 | الیزبار اودیکادزه     | ۶–۰                          | ۱۴ فوریه ۲۰۲۰         | قهرمانی اروپا ۲۰۲۰                    | رم                       |
| برد                               | ۱۲۱–۲                 | نورمحمد حاجیف         | ۱۰–۴                         | ۱۴ فوریه ۲۰۲۰         | قهرمانی اروپا ۲۰۲۰                    | رم                       |
| برد                               | ۱۲۰–۲                 | ابراهیم بولکباشی      | ۹–۴                          | ۱۴ فوریه ۲۰۲۰         | قهرمانی اروپا ۲۰۲۰                    | رم                       |
| برد                               | ۱۱۹–۲                 | ماگومدحاجی نوروف      | ۸–۲                          | ۱۴ فوریه ۲۰۲۰         | قهرمانی اروپا ۲۰۲۰                    | رم                       |
| مدال طلا در وزن ۹۷ ک‌گ             |                       |                       |                              |                       |                                       |                          |
| برد                               | ۱۱۸–۲                 | شریف شریفف            | ۴–۰                          | ۲۲ سپتامبر ۲۰۱۹       | قهرمانی جهان ۲۰۱۹                     | نورسلطان                 |
| برد                               | ۱۱۷–۲                 | علیشیر یرگالی         | ۸–۱                          | ۲۱ سپتامبر ۲۰۱۹       | قهرمانی جهان ۲۰۱۹                     | نورسلطان                 |
| برد                               | ۱۱۶–۲                 | ماگومدحاجی نوروف      | ۶–۰                          | ۲۱ سپتامبر ۲۰۱۹       | قهرمانی جهان ۲۰۱۹                     | نورسلطان                 |
| برد                               | ۱۱۵–۲                 | نیکولای چبان          | ضربه فنی با امتیاز           | ۲۱ سپتامبر ۲۰۱۹       | قهرمانی جهان ۲۰۱۹                     | نورسلطان                 |
| انتخاب به عنوان نماینده وزن ۹۷ ک‌گ |                       |                       |                              |                       |                                       |                          |
| برد                               | ۱۱۴–۲                 | ولادیسلاو بایتسایف    | ضربه فنی با امتیاز           | ۱۶ اوت ۲۰۱۹           | انتخابی تیم ملی روسیه                 | سوچی، کرای کراسنودار     |
| مدال طلا در وزن ۹۷ ک‌گ             |                       |                       |                              |                       |                                       |                          |
| برد                               | ۱۱۳–۲                 | نورمحمد حاجیف         | عدم حضور                     | ۲۷ ژوئن ۲۰۱۹          | بازی‌های اروپایی ۲۰۱۹                  | مینسک                    |
| برد                               | ۱۱۲–۲                 | الکساندر هوشتین       | ۶–۰                          | ۲۶ ژوئن ۲۰۱۹          | بازی‌های اروپایی ۲۰۱۹                  | مینسک                    |
| برد                               | ۱۱۱–۲                 | ماگومدحاجی نوروف      | ۶–۰                          | ۲۶ ژوئن ۲۰۱۹          | بازی‌های اروپایی ۲۰۱۹                  | مینسک                    |
| برد                               | ۱۱۰–۲                 | میهالی زابو           | ضربه فنی با امتیاز؛ ۱۱–۰     | ۲۶ ژوئن ۲۰۱۹          | بازی‌های اروپایی ۲۰۱۹                  | مینسک                    |
| مدال طلا در وزن ۹۲ ک‌گ             |                       |                       |                              |                       |                                       |                          |
| برد                               | ۱۰۹–۲                 | الکساندر هوشتین       | ۳–۱                          | ۹ آوریل ۲۰۱۹          | قهرمانی اروپا ۲۰۱۹                    | بخارست                   |
| برد                               | ۱۰۸–۲                 | ماگومدحاجی نوروف      | ضربه فنی با امتیاز؛ ۴:۳۹     | ۸ آوریل ۲۰۱۹          | قهرمانی اروپا ۲۰۱۹                    | بخارست                   |
| برد                               | ۱۰۷–۲                 | گنادی کودینوویچ       | ضربه فنی با امتیاز؛ ۰:۲۱     | ۸ آوریل ۲۰۱۹          | قهرمانی اروپا ۲۰۱۹                    | بخارست                   |
| برد                               | ۱۰۶–۲                 | نورمحمد حاجیف         | ۳–۰                          | ۸ آوریل ۲۰۱۹          | قهرمانی اروپا ۲۰۱۹                    | بخارست                   |
| مدال طلا در وزن ۹۷ ک‌گ             |                       |                       |                              |                       |                                       |                          |
| برد                               | ۱۰۵–۲                 | کایل اسنایدر          | ضربه فنی؛ ۱:۱۰               | ۲۳ اکتبر ۲۰۱۸         | قهرمانی جهان ۲۰۱۸                     | بوداپست                  |
| برد                               | ۱۰۴–۲                 | الیزبار اودیکادزه     | ضربه فنی با امتیاز؛ ۲:۳۵     | ۲۲ اکتبر ۲۰۱۸         | قهرمانی جهان ۲۰۱۸                     | بوداپست                  |
| برد                               | ۱۰۳–۲                 | ماگومد ابراگیموف      | ضربه فنی با امتیاز؛ ۴:۵۱     | ۲۲ اکتبر ۲۰۱۸         | قهرمانی جهان ۲۰۱۸                     | بوداپست                  |
| برد                               | ۱۰۲–۲                 | مامد ابراگیموف        | ضربه فنی با امتیاز؛ ۳:۲۳     | ۲۲ اکتبر ۲۰۱۸         | قهرمانی جهان ۲۰۱۸                     | بوداپست                  |
| برد                               | ۱۰۱–۲                 | ماگومدحاجی نوروف      | ضربه فنی با امتیاز؛ ۱:۴۲     | ۲۲ اکتبر ۲۰۱۸         | قهرمانی جهان ۲۰۱۸                     | بوداپست                  |
| مدال طلا در وزن ۹۷ ک‌گ             |                       |                       |                              |                       |                                       |                          |
| برد                               | ۱۰۰–۲                 | ولادیسلاو بایتسائف    | ۸–۱                          | ۳ اوت ۲۰۱۸            | قهرمانی کشتی روسیه ۲۰۱۸               | اودینتسوفو، اوبلاست مسکو |
| برد                               | ۹۹–۲                  | باتراز گازایف         | ۱۱–۲                         | ۳ اوت ۲۰۱۸            | قهرمانی کشتی روسیه ۲۰۱۸               | اودینتسوفو، اوبلاست مسکو |
| برد                               | ۹۸–۲                  | گئورگی گوگایف         | ضربه فنی با امتیاز           | ۳ اوت ۲۰۱۸            | قهرمانی کشتی روسیه ۲۰۱۸               | اودینتسوفو، اوبلاست مسکو |
| برد                               | ۹۷–۲                  | زین‌الله قربانف        | ۵–۰                          | ۳ اوت ۲۰۱۸            | قهرمانی کشتی روسیه ۲۰۱۸               | اودینتسوفو، اوبلاست مسکو |
| مدال طلا در وزن ۹۷ ک‌گ             |                       |                       |                              |                       |                                       |                          |
| برد                               | ۹۶–۲                  | شریف شریفف            | ۲–۱                          | ۵ مه ۲۰۱۸             | قهرمانی اروپا ۲۰۱۸                    | کاسپییسک                 |
| برد                               | ۹۵–۲                  | ایراکلی متسیتوری      | ضربه فنی با امتیاز؛ ۵:۱۰     | ۵ مه ۲۰۱۸             | قهرمانی اروپا ۲۰۱۸                    | کاسپییسک                 |
| برد                               | ۹۴–۲                  | کایریلو میشکوف        | ضربه فنی با امتیاز؛ ۳:۳۹     | ۵ مه ۲۰۱۸             | قهرمانی اروپا ۲۰۱۸                    | کاسپییسک                 |
| برد                               | ۹۳–۲                  | دومینیک پیتر          | ضربه فنی با امتیاز؛ ۳:۱۵     | ۵ مه ۲۰۱۸             | قهرمانی اروپا ۲۰۱۸                    | کاسپییسک                 |
| مدال طلا ۹۷ ک‌گ                    |                       |                       |                              |                       |                                       |                          |
| برد                               | ۹۲–۲                  | ایراکلی متسیتوری      | ضربه فنی با امتیاز؛ ۳:۳۶     | ۲۳ مارس ۲۰۱۸          | جام بین‌المللی نیکولا پتروف و دان کلوف | صوفیه                    |
| برد                               | ۹۱–۲                  | ایوان یانکوسکی        | ضربه فنی با امتیاز؛ ۳:۲۵     | ۲۳ مارس ۲۰۱۸          | جام بین‌المللی نیکولا پتروف و دان کلوف | صوفیه                    |
| برد                               | ۹۰–۲                  | پاول اولینیک          | ضربه فنی با امتیاز؛ ۴:۴۴     | ۲۳ مارس ۲۰۱۸          | جام بین‌المللی نیکولا پتروف و دان کلوف | صوفیه                    |
| برد                               | ۸۹–۲                  | نیکولای چبان          | ۶–۰                          | ۲۳ مارس ۲۰۱۸          | جام بین‌المللی نیکولا پتروف و دان کلوف | صوفیه                    |
| مدال طلا در وزن ۹۷ ک‌گ             |                       |                       |                              |                       |                                       |                          |
| برد                               | ۸۸–۲                  | آنزور اوریشف          | ۶–۰                          | ۲۸ ژانویه ۲۰۱۸        | جایزه بزرگ طلایی ایوان یاریگین ۲۰۱۸   | کراسنویارسک              |
| برد                               | ۸۷–۲                  | نیکولاس هفلین         | ضربه فنی با امتیاز؛ ۲:۱۷     | ۲۸ ژانویه ۲۰۱۸        | جایزه بزرگ طلایی ایوان یاریگین ۲۰۱۸   | کراسنویارسک              |
| برد                               | ۸۶–۲                  | تورتگتخ لووساندورج    | ضربه فنی با امتیاز؛ ۱:۲۶     | ۲۸ ژانویه ۲۰۱۸        | جایزه بزرگ طلایی ایوان یاریگین ۲۰۱۸   | کراسنویارسک              |
| مدال طلای تیمی                    |                       |                       |                              |                       |                                       |                          |
| برد                               | ۸۵–۲                  | اباذر اسلامی          | ضربه فنی با امتیاز           | ۷ دسامبر ۲۰۱۷         | جام باشگاه‌های جهان ۲۰۱۷               | تهران                    |
| برد                               | ۸۴–۲                  | علیشیر یرگالی         | ضربه فنی                     | ۷ دسامبر ۲۰۱۷         | جام باشگاه‌های جهان ۲۰۱۷               | تهران                    |
| مدال نقره در وزن ۹۷ ک‌گ            |                       |                       |                              |                       |                                       |                          |
| باخت                              | ۸۳–۲                  | کایل اسنایدر          | ۶–۵                          | ۲۶ اوت ۲۰۱۷           | قهرمانی جهان ۲۰۱۷                     | پاریس                    |
| برد                               | ۸۳–۱                  | گئورگی کتویف          | ۲–۰                          | ۲۶ اوت ۲۰۱۷           | قهرمانی جهان ۲۰۱۷                     | پاریس                    |
| برد                               | ۸۲–۱                  | الیزبار اودیکادزه     | ضربه فنی با امتیاز؛ ۴:۵۹     | ۲۶ اوت ۲۰۱۷           | قهرمانی جهان ۲۰۱۷                     | پاریس                    |
| برد                               | ۸۱–۱                  | ماتیوس فیلیپ‌زاک       | ضربه فنی با امتیاز؛ ۴:۱۰     | ۲۶ اوت ۲۰۱۷           | قهرمانی جهان ۲۰۱۷                     | پاریس                    |
| برد                               | ۸۰–۱                  | رینیریس سالاس         | ۳–۰                          | ۲۶ اوت ۲۰۱۷           | قهرمانی جهان ۲۰۱۷                     | پاریس                    |
| مدال طلای وزن ۹۷ ک‌گ               |                       |                       |                              |                       |                                       |                          |
| برد                               | ۷۹–۱                  | ولادیسلاو بایتسایف    | ۸–۷                          | ۱۴ ژوئن ۲۰۱۷          | قهرمانی کشتی روسیه ۲۰۱۷               | نازران، اینگوشتیا        |
| برد                               | ۷۸–۱                  | تامرلان راسویف        | ضربه فنی با امتیاز؛ ۲:۵۱     | ۱۴ ژوئن ۲۰۱۷          | قهرمانی کشتی روسیه ۲۰۱۷               | نازران، اینگوشتیا        |
| برد                               | ۷۷–۱                  | استانیسلاو حاجیف      | ضربه فنی با امتیاز؛ ۱:۲۷     | ۱۴ ژوئن ۲۰۱۷          | قهرمانی کشتی روسیه ۲۰۱۷               | نازران، اینگوشتیا        |
| برد                               | ۷۶–۱                  | عمر کودلیف            | ضربه فنی با امتیاز؛ ۰:۵۷     | ۱۴ ژوئن ۲۰۱۷          | قهرمانی کشتی روسیه ۲۰۱۷               | نازران، اینگوشتیا        |
| برد                               | ۷۵–۱                  | یوری بلونوسکی         | ضربه فنی با امتیاز؛ ۵:۰۷     | ۱۴ ژوئن ۲۰۱۷          | قهرمانی کشتی روسیه ۲۰۱۷               | نازران، اینگوشتیا        |
| مدال طلای وزن ۸۶ ک‌گ               |                       |                       |                              |                       |                                       |                          |
| برد                               | ۷۴–۱                  | سلیم یاشار            | ۵–۰                          | ۲۰ اوت ۲۰۱۶           | بازی‌های المپیک تابستانی ۲۰۱۶          | ریو دو ژانیرو            |
| برد                               | ۷۳–۱                  | شریف شریفف            | ۸–۱                          | ۲۰ اوت ۲۰۱۶           | بازی‌های المپیک تابستانی ۲۰۱۶          | ریو دو ژانیرو            |
| برد                               | ۷۲–۱                  | پترو سبالوس           | ۵–۰                          | ۲۰ اوت ۲۰۱۶           | بازی‌های المپیک تابستانی ۲۰۱۶          | ریو دو ژانیرو            |
| برد                               | ۷۱–۱                  | ایستوان ورب           | ضربه فنی با امتیاز؛ ۳:۳۴     | ۲۰ اوت ۲۰۱۶           | بازی‌های المپیک تابستانی ۲۰۱۶          | ریو دو ژانیرو            |
| مدال طلای وزن ۸۶ ک‌گ               |                       |                       |                              |                       |                                       |                          |
| برد                               | ۷۰–۱                  | زبیگنیف بارانوفسکی    | ضربه فنی با امتیاز؛ ۱:۳۶     | ۱۸ ژوئن ۲۰۱۶          | یادوارهٔ وینچسلاس زیلکوفسکی ۲۰۱۶       | دومبرووه گورنیچا         |
| برد                               | ۶۹–۱                  | سباستین گزیرزانسکی    | ضربه فنی با امتیاز؛ ۲:۴۱     | ۱۸ ژوئن ۲۰۱۶          | یادوارهٔ وینچسلاس زیلکوفسکی ۲۰۱۶       | دومبرووه گورنیچا         |
| برد                               | ۶۸–۱                  | ایستوان ورب           | ضربه فنی با امتیاز؛ ۴:۲۵     | ۱۸ ژوئن ۲۰۱۶          | یادوارهٔ وینچسلاس زیلکوفسکی ۲۰۱۶       | دومبرووه گورنیچا         |
| برد                               | ۶۷–۱                  | عمرحاجی ماگومدوف      | ۷–۱                          | ۱۸ ژوئن ۲۰۱۶          | یادوارهٔ وینچسلاس زیلکوفسکی ۲۰۱۶       | دومبرووه گورنیچا         |
| برد                               | ۶۶–۱                  | آلکسی موشتین          | ضربه فنی با امتیاز؛ ۳:۲۵     | ۱۸ ژوئن ۲۰۱۶          | یادوارهٔ وینچسلاس زیلکوفسکی ۲۰۱۶       | دومبرووه گورنیچا         |
| مدال طلای وزن ۸۶ ک‌گ               |                       |                       |                              |                       |                                       |                          |
| برد                               | ۶۵–۱                  | ایراکلی متسیتوری      | ضربه فنی با امتیاز؛ ۵:۰۱     | ۳ آوریل ۲۰۱۶          | قهرمانی زیر ۲۳ سال اروپا ۲۰۱۶         | روسه                     |
| برد                               | ۶۴–۱                  | الکساندر هوشتین       | ضربه فنی با امتیاز؛ ۳:۲۷     | ۳ آوریل ۲۰۱۶          | قهرمانی زیر ۲۳ سال اروپا ۲۰۱۶         | روسه                     |
| برد                               | ۶۳–۱                  | گرگلی گیریتس          | ضربه فنی با امتیاز؛ ۳:۲۶     | ۳ آوریل ۲۰۱۶          | قهرمانی زیر ۲۳ سال اروپا ۲۰۱۶         | روسه                     |
| برد                               | ۶۲–۱                  | استفان ریچموث         | ضربه فنی با امتیاز؛ ۱:۵۹     | ۳ آوریل ۲۰۱۶          | قهرمانی زیر ۲۳ سال اروپا ۲۰۱۶         | روسه                     |
| مدال طلای تیمی                    |                       |                       |                              |                       |                                       |                          |
| برد                               | ۶۱–۱                  | الیزبار اودیکادزه     | ضربه فنی با امتیاز؛ ۵:۳۳     | ۷ نوامبر ۲۰۱۵         | جام ملت‌های اروپا ۲۰۱۵                 | مسکو                     |
| مدال طلای وزن ۸۶ ک‌گ               |                       |                       |                              |                       |                                       |                          |
| برد                               | ۶۰–۱                  | سلیم یاشار            | ۶–۰                          | ۱۱ سپتامبر ۲۰۱۵       | قهرمانی جهان ۲۰۱۵                     | لاس وگاس، نوادا          |
| برد                               | ۵۹–۱                  | علیرضا کریمی          | ۶–۲                          | ۱۱ سپتامبر ۲۰۱۵       | قهرمانی جهان ۲۰۱۵                     | لاس وگاس، نوادا          |
| برد                               | ۵۸–۱                  | میهایل گانف           | ضربه فنی با امتیاز؛ ۲:۳۴     | ۱۱ سپتامبر ۲۰۱۵       | قهرمانی جهان ۲۰۱۵                     | لاس وگاس، نوادا          |
| برد                               | ۵۷–۱                  | یوتیومن اورگودول      | ضربه فنی با امتیاز؛ ۲:۱۵     | ۱۱ سپتامبر ۲۰۱۵       | قهرمانی جهان ۲۰۱۵                     | لاس وگاس، نوادا          |
| برد                               | ۵۶–۱                  | دیوید رادچنکو         | ضربه فنی با امتیاز؛ ۰:۳۰     | ۱۱ سپتامبر ۲۰۱۵       | قهرمانی جهان ۲۰۱۵                     | لاس وگاس، نوادا          |
| برد                               | ۵۵–۱                  | آتسوشی ماتسوموتو      | ضربه فنی با امتیاز؛ ۳:۳۳     | ۱۱ سپتامبر ۲۰۱۵       | قهرمانی جهان ۲۰۱۵                     | لاس وگاس، نوادا          |
| مدال طلای وزن ۸۶ ک‌گ               |                       |                       |                              |                       |                                       |                          |
| برد                               | ۵۴–۱                  | پیتر یانولوف          | ضربه فنی با امتیاز؛ ۱:۳۸     | ۱۸ ژوئن ۲۰۱۵          | بازی‌های اروپایی ۲۰۱۵                  | باکو                     |
| برد                               | ۵۳–۱                  | رادوسلاو مارچینکویچ   | ضربه فنی با امتیاز؛ ۲:۵۹     | ۱۸ ژوئن ۲۰۱۵          | بازی‌های اروپایی ۲۰۱۵                  | باکو                     |
| برد                               | ۵۲–۱                  | نورمحمد حاجیف         | ضربه فنی با امتیاز؛ ۵:۲۸     | ۱۸ ژوئن ۲۰۱۵          | بازی‌های اروپایی ۲۰۱۵                  | باکو                     |
| برد                               | ۵۱–۱                  | تئودور زاز            | ضربه فنی با امتیاز؛ ۰:۴۶     | ۱۸ ژوئن ۲۰۱۵          | بازی‌های اروپایی ۲۰۱۵                  | باکو                     |
| مدال طلای وزن ۸۶ ک‌گ               |                       |                       |                              |                       |                                       |                          |
| برد                               | ۵۰–۱                  | شامیل کودیاماگومدوف   | ۴–۰                          | ۸ مه ۲۰۱۵             | قهرمانی کشتی روسیه ۲۰۱۵               | مخاچ‌قلعه، داغستان        |
| برد                               | ۴۹–۱                  | احمد ماگومدوف         | ۳–۰                          | ۸ مه ۲۰۱۵             | قهرمانی کشتی روسیه ۲۰۱۵               | مخاچ‌قلعه، داغستان        |
| برد                               | ۴۸–۱                  | آنزور اوریشف          | ۷–۰                          | ۸ مه ۲۰۱۵             | قهرمانی کشتی روسیه ۲۰۱۵               | مخاچ‌قلعه، داغستان        |
| برد                               | ۴۷–۱                  | ویاچسلاو سوگاکو       | ضربه فنی با امتیاز           | ۸ مه ۲۰۱۵             | قهرمانی کشتی روسیه ۲۰۱۵               | مخاچ‌قلعه، داغستان        |
| برد                               | ۴۶–۱                  | گئورگی روبایف         | ۵–۰                          | ۸ مه ۲۰۱۵             | قهرمانی کشتی روسیه ۲۰۱۵               | مخاچ‌قلعه، داغستان        |
| مدال طلای وزن ۸۶ ک‌گ               |                       |                       |                              |                       |                                       |                          |
| برد                               | ۴۵–۱                  | الکساندر هوشتین       | ضربه فنی؛ ۰:۵۴               | ۷ مارس ۲۰۱۵           | جام بین‌المللی الکساندر مدوید ۲۰۱۵     | مینسک                    |
| برد                               | ۴۴–۱                  | ریچارد پری            | ضربه فنی با امتیاز؛ ۱:۵۵     | ۷ مارس ۲۰۱۵           | جام بین‌المللی الکساندر مدوید ۲۰۱۵     | مینسک                    |
| برد                               | ۴۳–۱                  | پیتر یانولف           | ضربه فنی با امتیاز؛ ۴:۰۲     | ۷ مارس ۲۰۱۵           | جام بین‌المللی الکساندر مدوید ۲۰۱۵     | مینسک                    |
| برد                               | ۴۲–۱                  | حاجی علیجانف          | ۵–۰                          | ۷ مارس ۲۰۱۵           | جام بین‌المللی الکساندر مدوید ۲۰۱۵     | مینسک                    |
| برد                               | ۴۱–۱                  | یوگنی علیاشکویچ       | ضربه فنی با امتیاز؛ ۳:۱۰     | ۷ مارس ۲۰۱۵           | جام بین‌المللی الکساندر مدوید ۲۰۱۵     | مینسک                    |
| مدال طلای وزن ۸۶ ک‌گ               |                       |                       |                              |                       |                                       |                          |
| برد                               | ۴۰–۱                  | رینیریس سالاس         | ضربه فنی با امتیاز؛ ۱:۲۵     | ۸ سپتامبر ۲۰۱۴        | قهرمانی جهان ۲۰۱۴                     | تاشکند                   |
| برد                               | ۳۹–۱                  | اصلان کاخیدزه         | ضربه فنی با امتیاز؛ ۰:۵۹     | ۸ سپتامبر ۲۰۱۴        | قهرمانی جهان ۲۰۱۴                     | تاشکند                   |
| برد                               | ۳۸–۱                  | میهایل گانف           | ضربه فنی با امتیاز؛ ۰:۲۸     | ۸ سپتامبر ۲۰۱۴        | قهرمانی جهان ۲۰۱۴                     | تاشکند                   |
| برد                               | ۳۷–۱                  | جامبول سیتادزه        | ضربه فنی با امتیاز؛ ۲:۲۷     | ۸ سپتامبر ۲۰۱۴        | قهرمانی جهان ۲۰۱۴                     | تاشکند                   |
| برد                               | ۳۶–۱                  | سلیم یاشار            | ۹–۲                          | ۸ سپتامبر ۲۰۱۴        | قهرمانی جهان ۲۰۱۴                     | تاشکند                   |
| مدال طلای وزن ۸۶ ک‌گ               |                       |                       |                              |                       |                                       |                          |
| برد                               | ۳۵–۱                  | ایستوان ورب           | ۱۲–۴                         | ۳ اوت ۲۰۱۴            | یادوارهٔ وینچسلاس زیلکوفسکی ۲۰۱۴       | دومبرووه گورنیچا         |
| برد                               | ۳۴–۱                  | الکساندر هوشتین       | ۸–۳                          | ۳ اوت ۲۰۱۴            | یادوارهٔ وینچسلاس زیلکوفسکی ۲۰۱۴       | دومبرووه گورنیچا         |
| برد                               | ۳۳–۱                  | زبینیو بارانوفسکی     | ۸–۳                          | ۳ اوت ۲۰۱۴            | یادوارهٔ وینچسلاس زیلکوفسکی ۲۰۱۴       | دومبرووه گورنیچا         |
| برد                               | ۳۲–۱                  | محمدجواد ابراهیمی     | ۹–۳                          | ۳ اوت ۲۰۱۴            | یادوارهٔ وینچسلاس زیلکوفسکی ۲۰۱۴       | دومبرووه گورنیچا         |
| برد                               | ۳۱–۱                  | رادوسلاو مارچینکویچ   | ۳–۲                          | ۳ اوت ۲۰۱۴            | یادوارهٔ وینچسلاس زیلکوفسکی ۲۰۱۴       | دومبرووه گورنیچا         |
| مدال طلای وزن ۸۶ ک‌گ               |                       |                       |                              |                       |                                       |                          |
| برد                               | ۳۰–۱                  | شامیل کودیا ماگومدوف  | ۳–۱                          | ۲۲ ژوئن ۲۰۱۴          | قهرمانی کشتی روسیه ۲۰۱۴               | یاکوتسک، ساخا            |
| برد                               | ۲۹–۱                  | سسلان کتسویف          | ۴–۳                          | ۲۲ ژوئن ۲۰۱۴          | قهرمانی کشتی روسیه ۲۰۱۴               | یاکوتسک، ساخا            |
| برد                               | ۲۸–۱                  | دارن کورگلیف          | ۴–۰                          | ۲۲ ژوئن ۲۰۱۴          | قهرمانی کشتی روسیه ۲۰۱۴               | یاکوتسک، ساخا            |
| برد                               | ۲۷–۱                  | آلبرت ایسایف          | ضربه فنی با امتیاز           | ۲۲ ژوئن ۲۰۱۴          | قهرمانی کشتی روسیه ۲۰۱۴               | یاکوتسک، ساخا            |
| برد                               | ۲۶–۱                  | سعید داخیکیلگف        | ضربه فنی                     | ۲۲ ژوئن ۲۰۱۴          | قهرمانی کشتی روسیه ۲۰۱۴               | یاکوتسک، ساخا            |
| مدال طلای وزن ۸۶ ک‌گ               |                       |                       |                              |                       |                                       |                          |
| برد                               | ۲۵–۱                  | مراد گایداروف         | ۵–۲                          | ۴ آوریل ۲۰۱۴          | قهرمانی اروپا ۲۰۱۴                    | وانتا                    |
| برد                               | ۲۴–۱                  | ایستوان ورب           | ضربه فنی با امتیاز؛ ۲:۰۵     | ۴ آوریل ۲۰۱۴          | قهرمانی اروپا ۲۰۱۴                    | وانتا                    |
| برد                               | ۲۳–۱                  | داتو مارساگیشویلی     | ضربه فنی با امتیاز؛ ۴:۵۲     | ۴ آوریل ۲۰۱۴          | قهرمانی اروپا ۲۰۱۴                    | وانتا                    |
| برد                               | ۲۲–۱                  | استفان گئورگیتا       | ضربه فنی با امتیاز؛ ۱:۳۴     | ۴ آوریل ۲۰۱۴          | قهرمانی اروپا ۲۰۱۴                    | وانتا                    |
| برد                               | ۲۱–۱                  | سباستین جزیرزانسکی    | ضربه فنی با امتیاز؛ ۱:۲۹     | ۴ آوریل ۲۰۱۴          | قهرمانی اروپا ۲۰۱۴                    | وانتا                    |
| مدال طلای وزن ۸۶ ک‌گ               |                       |                       |                              |                       |                                       |                          |
| برد                               | ۲۰–۱                  | فیل کدی               | ضربه فنی با امتیاز؛ ۲:۴۴     | ۱۶ فوریه ۲۰۱۴         | جایزه بزرگ طلایی یاشار دوغو ۲۰۱۴      | استانبول                 |
| برد                               | ۱۹–۱                  | کلایتون فاستر         | ۶–۲                          | ۱۶ فوریه ۲۰۱۴         | جایزه بزرگ طلایی یاشار دوغو ۲۰۱۴      | استانبول                 |
| برد                               | ۱۸–۱                  | احمت بیلیسی           | ۱۰–۱۰                        | ۱۶ فوریه ۲۰۱۴         | جایزه بزرگ طلایی یاشار دوغو ۲۰۱۴      | استانبول                 |
| برد                               | ۱۷–۱                  | جلال زمان             | ضربه فنی با امتیاز؛ ۵:۵۹     | ۱۶ فوریه ۲۰۱۴         | جایزه بزرگ طلایی یاشار دوغو ۲۰۱۴      | استانبول                 |
| برد                               | ۱۶–۱                  | محمدجواد ابراهیمی     | ۸–۲                          | ۱۶ فوریه ۲۰۱۴         | جایزه بزرگ طلایی یاشار دوغو ۲۰۱۴      | استانبول                 |
| مدال طلا ۸۶ ک‌گ                    |                       |                       |                              |                       |                                       |                          |
| برد                               | ۱۵–۱                  | شامیل کودیا نورمحمدوف | ۱۳–۷                         | ۲۶ ژانویه ۲۰۱۴        | جایزه بزرگ طلایی ایوان یاریگین ۲۰۱۴   | کراسنویارسک              |
| برد                               | ۱۴–۱                  | سسلان کتسویف          | ۴–۲                          | ۲۶ ژانویه ۲۰۱۴        | جایزه بزرگ طلایی ایوان یاریگین ۲۰۱۴   | کراسنویارسک              |
| برد                               | ۱۳–۱                  | آنزور اوریشف          | ۴–۲                          | ۲۶ ژانویه ۲۰۱۴        | جایزه بزرگ طلایی ایوان یاریگین ۲۰۱۴   | کراسنویارسک              |
| برد                               | ۱۲–۱                  | دارن کورگلیف          | ۴–۰                          | ۲۶ ژانویه ۲۰۱۴        | جایزه بزرگ طلایی ایوان یاریگین ۲۰۱۴   | کراسنویارسک              |
| برد                               | ۱۱–۱                  | شامیل کاتینواسوف      | ضربه فنی با امتیاز           | ۲۶ ژانویه ۲۰۱۴        | جایزه بزرگ طلایی ایوان یاریگین ۲۰۱۴   | کراسنویارسک              |
| مدال برنز در وزن ۸۶ ک‌گ            |                       |                       |                              |                       |                                       |                          |
| برد                               | ۱۰–۱                  | الکساندر گوستیف       | ۵–۴                          | ۲۲ نوامبر ۲۰۱۳        | یادوارهٔ حیدر علی‌اف ۲۰۱۳               | باکو                     |
| برد                               | ۹–۱                   | کیت گاوین             | ضربه فنی با امتیاز؛ ۵:۰۵     | ۲۲ نوامبر ۲۰۱۳        | یادوارهٔ حیدر علی‌اف ۲۰۱۳               | باکو                     |
| باخت                              | ۸–۱                   | حمزه عثمانف           | ضربه فنی با امتیاز؛ ۱:۴۲     | ۲۲ نوامبر ۲۰۱۳        | یادوارهٔ حیدر علی‌اف ۲۰۱۳               | باکو                     |
| مدال طلا در وزن ۸۶ ک‌گ             |                       |                       |                              |                       |                                       |                          |
| برد                               | ۸–۰                   | محمد انس آلتون        | ضربه فنی؛ ۰:۴۶               | ۲۴ اوت ۲۰۱۳           | قهرمانی نوجوانان جهان ۲۰۱۳            | زرنجانین                 |
| برد                               | ۷–۰                   | نورمحمد حاجیف         | ضربه فنی با امتیاز؛ ۰:۲۰ (۲) | ۲۴ اوت ۲۰۱۳           | قهرمانی نوجوانان جهان ۲۰۱۳            | زرنجانین                 |
| برد                               | ۶–۰                   | حسین شهبازی           | ضربه فنی با امتیاز؛ ۱:۵۱     | ۲۴ اوت ۲۰۱۳           | قهرمانی نوجوانان جهان ۲۰۱۳            | زرنجانین                 |
| برد                               | ۵–۰                   | پیاوین پراوین         | ضربه فنی با امتیاز؛ ۰:۵۹     | ۲۴ اوت ۲۰۱۳           | قهرمانی نوجوانان جهان ۲۰۱۳            | زرنجانین                 |
| مدال طلا در وزن ۸۶ ک‌گ             |                       |                       |                              |                       |                                       |                          |
| برد                               | ۴–۰                   | روسلان روچکو          | ۱۲–۹                         | ۲۲ اوت ۲۰۱۲           | قهرمانی نوجوانان جهان ۲۰۱۲            | باکو                     |
| برد                               | ۳–۰                   | تورمونخ گانبولد       | ضربه فنی با امتیاز؛ ۱:۳۵ (۲) | ۲۲ اوت ۲۰۱۲           | قهرمانی نوجوانان جهان ۲۰۱۲            | باکو                     |
| برد                               | ۲–۰                   | شیرایی شوتا           | ۹–۲                          | ۲۲ اوت ۲۰۱۲           | قهرمانی نوجوانان جهان ۲۰۱۲            | باکو                     |
| برد                               | ۱–۰                   | فاروح شریپف           | ضربه فنی با امتیاز؛ ۰:۲۳ (۲) | ۲۲ اوت ۲۰۱۲           | قهرمانی نوجوانان جهان ۲۰۱۲            | باکو                     |